# Anton Wranitzky
Anton Wranitzky (né le 13 juin 1761 à Neureisch (aujourd'hui Nová Říše) en margraviat de Moravie et mort le 6 août 1820 à Vienne) est un compositeur et violoniste morave. Il est le frère cadet de Paul Wranitzky.

## Biographie
Il étudia la composition à Vienne avec Albrechtsberger, Haydn et Mozart avant de rentrer au service du prince Lobkowitz, futur mécène de Beethoven, puis de devenir son maître de chapelle en 1797. À cette occasion, il rachète au prince Lobkowitz le violon de Jakob Stainer ayant appartenu à W.A Mozart le 6 mars 1797.
En 1799, il participe à la première représentation de La Création de Haydn.
En 1814, il devient directeur du Theater an der Wien.
En juin 1804, en même temps que la symphonie Eroica, il effectue la première exécution du Triple concerto de Beethoven avec Beethoven au piano et Antonín Kraft au violoncelle.
Il est l'un des fondateurs de l'école viennoise du violon et a entre autres pour élève Ignaz Schuppanzigh.

## Œuvres
- Symphonies (15)
- Concertos pour violons (15)
- Concerto pour deux violons (1)
- Concertos pour violon et violoncelle (2)
- Concerto pour deux violons et violoncelle (1)
- Concerto pour deux altos (1)
- Ouvertures, sérénades etc.
- Musique de chambre (quatuors, quintettes, Sextuors)
- Sonates pour clavier
- Messes et musique sacrée ou profane pour chœur.
- voir la liste détaillée — bien qu'incomplète sur la page en anglais : Antonín Vranický

## Enregistrements
- Symphony in C minor sur le CD Baroque Bohemia & Beyond : Vaňhal - Dušek - Brixi - Vranický, Czech Chamber Philharmonic, dir. Vojtěch Spurný, Alto ALC 1002, 2004